# Orrsövény

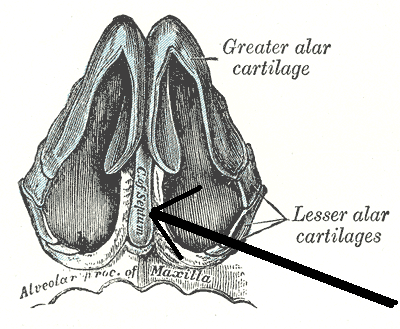
Az orr porcai (középen az orrsövény)

Az orrsövény (latinul septum nasi) kettéválasztja a légutakat az orrban és kialakítja az orrnyílásokat (naris). Az orrsövény a rostacsont (os ethmoidale), a vomer és a cartilago septi nasi együtteséből jön össze.

## Orrsövényferdülés
Az orrsövény el tud ferdülni, amit orrsövényferdülésnek hívunk. Az orrüreget kettéválasztó sövény elhajlása a fejlődés során alakul ki a porcos és csontos rész eltérő növekedési üteme miatt. Nagyon kellemetlen, mert nehezíti a légzést és az alvást. A páciens nem tud folyamatosan aludni, mert a nehéz légzése miatt gyakran felébred. A beszéd gyakran jellegzetes hangszínt kap.